# Михаил Типадис
Михаил Типадис или Типади (на гръцки: Μιχαήλ Τυπάδης) е гръцки лекар и революционер, деец на гръцката въоръжена пропаганда в Македония.

## Биография
Типадис е роден в 1862 година в костурското село Песяк, тогава в Османската империя, днес в Гърция. Учи в Атинския университет и по-късно в Истанбулския и във Виенския. В 1885 година се установява в Хрупища, където работи като лекар. Служи като мухтар (кмет) на града, както и в градския съвет.
През януари 1901 година в Нестрам е заклет като член на Вътрешната македоно-одринска революционна организация от войводата Атанас Петров. По думите на Георги Христов:
| „ | Посветен бил в делото и доктор Типади, българин от село Песяк, атински възпитаник, в село Нестрам от четата на Петров през януари 1910 г. Но той с неоформен характер и върл гъркоманин не оправда надеждите, каквито му възлагал покойният Кузма Стефов, по чието желание бил се посветил. Оплаквал се, че нямал с кого да работи. | “ |

Типадис напуска ВМОРО и се присъединява към гръцката въоръжена пропаганда в Македония. Обявен е за агент от ІІ ред. За революционна дейност е затворен в Битоля.
След като градът попада в Гърция през Балканските войни, Типадис става кмет на Хрупища в 1917 - 1918 година. В 1920 година заедно със зет си Йоанис Захос основава първата частна клиника в района.
В 1920 година е избран за депутат от Лерин - Костур от Обединената опозиция на Димитриос Гунарис заедно с Филипос Драгумис и Симос Люмбас от същата формация.